# بشقاب نوازندگان
بشقاب نوازندگان از آثار باستانی دوران ساسانیان (سده هفتم میلادی) است که در موزه بریتانیا نگهداری می‌شود. این بشقاب در طبرستان یافته شده‌است.
بشقاب نقره‌ای گروه نوازندگان، از جنس نقره بوده که با طلا اندود شده‌است، این اثر تاریخی نقش قلم زنی شده از ضیافت و بزم شاهانه را نشان می‌دهد. در تصویر شاه یا بزرگ زاده‌ای در حال نشستن، مشغول نوشیدن است و گروه نوازندگان که از سه نفر تشکیل شده‌اند در حال اجرای موسیقی زنده برای بزرگ بزم هستند. در پایین بشقاب اجاقی که در حال پخت غذا است، روشن است و درختی بیش از نیمی از طرح لبه بشقاب را پر کرده‌است. بر روی درخت پرنده‌ای نشسته‌است. از میان نوازندگان یک نفر در حال نواختن سازی است که با دهان از خود صدا تولید می‌کند و نوازنده‌ای دیگر در حال نواختن یک ساز زهی است.